# Rolf Graf
Rolf Graf (Unterentfelden, 19 agosto 1932 – Baden, 18 gennaio 2019) è stato un ciclista su strada e pistard svizzero.

## Carriera
Professionista tra il 1952 ed il 1964, corse per la Tebag, La Perle - Hutchinson, la Fiorelli, la Splendid, la Carpano, la Allegro, la Tigra, la Alimentari Molteni|, la Philco TV e la Mittelholzer, distinguendosi come cronoman. Le principali vittorie da professionista furono il Tour de Suisse 1956, il campionato nazionale nel 1956, 1959 e 1962, la Gand-Wevelgem nel 1954, tre tappe al Tour de France, una tappa al Giro d'Italia 1959, quattro tappe al Giro di Svizzera e il Trofeo Baracchi nel 1956, in coppia con André Darrigade.

## Palmarès
- 1954

Gent-Wevelgem
Lucerna-Engelberg
- 1955

4ª tappa Tour de Romandie (Friburgo > Monthey)
Grand Prix de Suisse
Gran Premio di Lugano (cronometro)
- 1956

3ª tappa Gran Premio Ciclomotoristico (L'Aquila > Frosinone)
5ª tappa Tour de Suisse (Grindelwald > Pallanza)
6ª tappa Tour de Suisse (Pallanza > Bellinzona)
Classifica generale Tour de Suisse
Campionati svizzeri, Prova in linea
Trofeo Baracchi (in coppia con André Darrigade)
- 1957

6ª tappa Tour de Suisse (Lucerna > Lugano)
- 1958

Grand Prix Le Locle
- 1959

Campionati svizzeri, Prova in linea
1ª tappa Tour de Romandie (Friburgo > Friburgo, cronometro)
22ª tappa Giro d'Italia (Courmayeur > Milano)
1ª tappa Tour de Suisse (Zurigo > Arosa)
12ª tappa Tour de France (Saint-Gaudens > Albi)
19ª tappa Tour de France (Saint-Vincent > Annecy)
- 1960

19ª tappa Tour de France (Pontarlier > Besançon)
- 1961

2ª tappa Menton-Genova-Roma (Santa Vittoria d'Alba > Reggio Emilia)
3ª tappa Tour de Suisse (Coira > Locarno)
4ª tappa Tour de Suisse (Locarno > Varese)
- 1962

3ª tappa Tour de Romandie (Porrentruy > Porrentruy, cronometro)
Campionati svizzeri, Prova in linea
Nordwest-Schweizer-Rundfahrt
Gran Premio di Lugano (cronometro)

### Altri successi
- 1956

Gran Premio di Ravenna (cronosquadre)
- 1960

Trofeo Longines (cronosquadre, con Guido Carlesi, Silvano Ciampi, Emile Daems e Alfredo Sabbadin)

## Piazzamenti

### Grandi Giri
- Giro d'Italia

1953: ritirato
1956: ritirato
1959: 29º
1961: ritirato (7ª tappa)
- Tour de France

1954: ritirato (20ª tappa)
1955: ritirato (9ª tappa)
1957: ritirato (7ª tappa)
1959: 22º
1960: 70º
1961: 60º

### Classiche monumento
- Milano-Sanremo

1957: 74º
1961: 53º
1963: 39º
- Giro di Lombardia

1955: 11º
1960: 79º

### Competizioni mondiali
- Campionati del mondo

Solingen 1954 - In linea: ritirato
Copenaghen 1956 - In linea: ritirato
Zandvoort 1959 - In linea: ritirato
Karl-Marx-Stadt 1960 - In linea: ritirato
Berna 1961 - In linea: 32º
Salò 1962 - In linea: 34º
- Giochi olimpici

Helsinki 1952 - In linea: 17º